# 周新
周新（？—1413年），原名志新，字日新，後改名新，字志新，廣州路南海縣人，明朝政治人物，後被明成祖處死。

## 生平
明太祖洪武年間以諸生貢入太學。建文元年（1399年）授大理寺左評事，善於斷案，建文四年（1402年）改任監察御史，明成祖常簡稱「周志新」為「周新」，周志新遂尊帝戲言，改名「周新」，以「志新」為表字。巡按福建、北直隸，以直言稱道，時常彈劾權貴，達官貴人暗中稱懼，稱他為“冷面寒鐵”。永樂三年（1405年）出為雲南按察使，未到任而改任浙江按察使，在杭州府歷斷數案，能明察秋毫，斷案詳直。又時常微服出巡，探查各地政風，人稱“冷面寒鐵周廉訪”，永樂十年（1412年）浙西大水，左通政趙居任隱瞞不上報，周新上奏朝廷，戶部尚書夏原吉替趙居任辯解，成祖命人再往視察，得悉周新所奏屬實，免除湖州糧餉，又擒獲嘉興賊倪弘。
永樂十一年（1413年），錦衣衛指揮使紀綱指派一名千戶到浙江辦事，該千戶貪財收賄，魚肉鄉民，周新得知實情，打算懲辦，千戶逃走，但在涿州被捕獲並繫獄，千戶逃獄後向紀綱申訴，紀綱面陳成祖，指控周新不法，成祖逮捕周新，逼其認罪，周新不屈，大喊「生作直臣，死作直鬼！」成祖大怒，將周新處死，無子，後來成祖後悔處死他，永樂十四年（1416年）紀綱伏誅後真相大白。成祖夢見一人身穿緋衣立於日中，稱「臣周新已為神，為陛下治奸貪吏」，遂封周新為浙江都城隍，命當地人奉祀。

## 相關文藝作品
- 2013年大明按察使，周新由姚櫓所演。
- 2014年大明按察使之鐵血斷案，周新由姚櫓所演。